# جوزيف فونتين
جوزيف فونتين هو فلاح وسياسي كندي، ولد في 26 أغسطس 1900 في كيبك في كندا، وتوفي في 16 أكتوبر 1986 في سان هياسنت في كندا. نشط حزبياً في الحزب الليبرالي الكندي. وقد انتخب عضو مجلس العموم الكندي.